# Wikiprojeto:Missão Urbana
1. REDIRECIONAMENTO Wikipédia:Projetos/Missão Urbana